# IT MTV
IT MTV foi um programa da MTV Brasil que mostra as tendências de moda e estilo, que é apresentado pela VJ Carol Ribeiro e Janaina Rosa.